# ミカエル・シェーンベリ
ミカエル・シェーンベリ（Michael Schjønberg Christensen、1967年1月19日 - ）は、デンマークの元サッカー選手。元デンマーク代表。ポジションはディフェンダー。

## 来歴
1995年1月にキング・ファハド・カップ1995でデンマーク代表デビュー、全3試合に出場し優勝した。1998 FIFAワールドカップ・ヨーロッパ予選では7試合に出場、3大会ぶりのワールドカップ出場権を獲得した。1998 FIFAワールドカップでは4試合に出場、ベスト8まで勝ち上がった。また、UEFA EURO '96、UEFA EURO 2000にも出場した。デンマーク代表で通算44試合に出場、3得点をあげた。

## 代表歴

### 出場大会
- デンマーク代表
  - 1998 FIFAワールドカップ

### 試合数
- 国際Aマッチ 44試合 3得点（1995年-2000年）[1]

| デンマーク代表 | 国際Aマッチ | 国際Aマッチ |
| 年             | 出場        | 得点        |
| -------------- | ----------- | ----------- |
| 1995           | 10          | 2           |
| 1996           | 9           | 1           |
| 1997           | 5           | 0           |
| 1998           | 8           | 0           |
| 1999           | 6           | 0           |
| 2000           | 6           | 0           |
| 通算           | 44          | 3           |